# 蒼圓罩魚
蒼圓罩鱼（学名：Cyclothone pallida）為輻鰭魚綱巨口魚目鑽光魚科的其中一種，其种加词“pallida ”意为“淡色的”。分布於全球三大洋海域，屬深海魚類，棲息深度862-1195公尺，體褐色，背鰭軟條12-15; 臀鰭軟條16-19枚。

## 外部連結
蒼圓罩鱼的圖片